# ديفيد بيري (سياسي)
ديفيد بيري (بالإنجليزية: David Perry)‏ هو سياسي أمريكي، ولد في 31 يوليو 1952 في أوك هيل في الولايات المتحدة. حزبياً، نشط في الحزب الديمقراطي.